# Esther Orner
 (juillet 2013).
Si vous disposez d'ouvrages ou d'articles de référence ou si vous connaissez des sites web de qualité traitant du thème abordé ici, merci de compléter l'article en donnant les références utiles à sa vérifiabilité et en les liant à la section « Notes et références ».
Esther Orner, née à Magdebourg (Allemagne) en 1937 de parents immigrés de Pologne, est une écrivaine et traductrice israélienne.

## Biographie
Sa famille se réfugie en Belgique en 1939. Esther Orner émigre, en 1950, en Israël où elle fait ses études secondaires et universitaires. Elle vit à Paris de 1962 à 1983 et commencé à écrire en français. Elle collabore au Cahier du Nouveau Commerce. Depuis 1983, elle habite Tel Aviv.
Esther Orner fait partie du comité de rédaction de la revue des écrivains israéliens de langue française Continuum.
Elle a animé des ateliers d'écriture à l'institut français de Tel Aviv
Elle a enseigné la traduction au département de français de l'Université Bar Ilan. 
En 2010, l'annonce de sa présence dans un colloque à l'Université de Provence à Aix-en-Provence a entraîné l'annulation de ce colloque prévu en mars 2011, où seraient également venus des écrivains arabes ayant refusé la présence d'Esther Orner, avec le contexte israélo-palestinien.
Chevalier de l'ordre des Arts et des Lettres (2013)
Mariée à Jonathan Merzer, comédien et metteur en scène, né en Belgique en 1937 et décédé en Israel en 1984.
Elle a une fille Daphna Merzer née à Paris en 1966 et décédée à Tel Aviv en 2020.

## Œuvres
- aux Éditions Metropolis – Michèle Stroun - Genève
  - Autobiographie de Personne, roman (1999)[5]
  - Fin et suite, récit  (2001)
  - Petite biographie pour un rêve, roman (2003)[6]
  - Une année si ordinaire, journal (2004)[7]
  - De si petits secrets (2006)
  - Récits grammaticaux et autres petites histoires  (2008)
  - Entre deux vies (2012)[8]
- Petites pièces en prose très prosaïque, Autres Temps, Marseille (2001)
- De si petites fêlures  aux Editions Caractères -Paris (2016)

### Traductions de poésie
- Promenade - Israël Eliraz, Nouveau Commerce  -  1990
- Holderlin  - Israël Eliraz, L’atelier des Brisants -  2001
- Dans le secret des odeurs, choix de poèmes de Haya Ester, Caractère - 2002
- Journal du verger  - Choix de poèmes d'Agi Mishol (en) traduits par Emmanuel Moses et Esther Orner, éditions Caractères - 2008
- Niggoun – Haya Esther, éditions Caractères 2010
- Participation à l’Anthologie de la poésie en hébreu moderne - Gallimard 2001
- Anthologie établie par Esther Orner  Chacune a un nom - “Femmes poètes & Artistes d’Israel”, éditions Caractères -

Participation à l’Anthologie de la poésie en hébreu moderne - Gallimard 2001  -  Traduction des poètes : Amichaï, Avidan, Béjérano, Shabtai, Wieseltir.
Participation aux ateliers de traduction de Poésie à Royaumont pour le cinquantenaire d’Israël.
Participation à L’Atelier de traduction de la poésie dirigé par Marlèna Braester -  Université de Haifa. (depuis Novembre 2001). Ses traductions sont publiées dans Poésie & Art
Anthologie établie  par Esther Orner  Chacune a un nom - “Femmes poètes & Artistes d’Israel” aux éditions Caractères - Paris 2008. Elle a traduit les poétesses  suivantes :Léah Goldberg, Zelda, Pnina Amit, Nurith Zarchi, Haya Ester, Sabina Messeg,Agi Mishol, Maya Bejerano, Yael globerman, Sara Friedland Ben Arza, Efrat Mishori.
Activités littéraires.
Textes d'Esther Orner parus dans des recueils collectifs :
- Traduction de la poésie – Problèmes posés par le passage d'une culture à l'autre in Poésie & Art N 3 (2001)
- Ah vous écrivez !  in Manuscrits en quête d’éditeur -  Editions Metropolis  2003
- La traduction littéraire, une écriture ?  in Les enjeux de la traduction littéraire. Textes réunis et présentés par Jacqueline Michel avec la collaboration de Marléna Braester et Isabelle Dotan. Editions Publisud 2004.
- Et pourquoi ne pas écrire en français en Israel ? in Pour une Littérature-Monde sous la direction de Michel Le Bris et Jean Rouaud. Editions Gallimard 2007
- Une pratique de la réticence avec l’auteure de Si petits secrets in La réticence dans des écritures poétiques et romanesque contemporaines.

Textes réunis et présentés par Jacqueline Michel & Marlena Braester. Editions Est  Samuel tester 2007
- Présence cachée du mot Shmattès à travers une écriture in Shmattès la Mémoire par le rebut sous la direction de Céline Masson. Editions Lambert Lucas Limoges 2007
- Ecrire des poèmes dans l'entre-deux  en collaboration avec Rachel Samoul, publié dans Babel 18 - Du Bilinguisme en matière de Poésie, textes réunis par André Ughetto   (Université du Sud Toulon-Var 2008)
- Puis la parole est revenue, publié dans D'une génération, l'autre – L'intergénérationnel en psychopathologie et en psychanalyse aujourd'hui sous la direction de Patrick Bantman – Edition in Press (2014)
- Notes de lecture et chroniques publiées dans Continuum, Poésie et Arts et sur Le blog  de Kef Israel de Rachel Samoul.